# Rivadavia (San Juan)
Pour les articles homonymes, voir Rivadavia.
Rivadavia est une ville et le chef-lieu du Département de Rivadavia, dans la province de San Juan en Argentine. Elle constitue la partie occidentale de l'agglomération de la ville de San Juan, la capitale provinciale.